# Örberga församling
Örberga församling var en församling i Linköpings stift inom Svenska kyrkan i Vadstena kommun. Församlingen uppgick 2006  i Dals församling.
Församlingskyrka var Örberga kyrka.

## Administrativ historik
Församlingen har medeltida ursprung. 
Församlingen var till 1962 moderförsamling i pastoratet Örberga och Nässja som 1938 utökades med Herrestads och Källstads församlingar. Från 1962 till 1992 var församlingen annexförsamling i pastoratet Rogslösa, Väversunda, Örberga, Nässja, Herrestad, Källstad och Strå. Från 1992 till 2006 var församlingen annexförsamling i pastoratet Rogslösa, Väversunda, Örberga, Nässja, Herrestad och Källstad. Församlingen uppgick 2006  i Dals församling.
Församlingskod var 058405.

## Kyrkoherdar
Lista över kyrkoherdar i Örberga församling. Prästbostaden låg vid Örberga kyrka.
| Ämbetstid | Namn                                  | Levnadstid | Övrigt                                                        |
| --------- | ------------------------------------- | ---------- | ------------------------------------------------------------- |
| 1335-     | Martinus Petri                        |            |                                                               |
| 1374-1380 | Peter                                 |            |                                                               |
| 1404-1414 | Inge                                  |            |                                                               |
| 1525      | Nicolaus                              |            |                                                               |
| 1529-1531 | Johannes                              |            |                                                               |
| 1534-1535 | Nicolaus                              | -1535      |                                                               |
| 1536-1569 | Joannes                               | -1569      |                                                               |
| 1570-1579 | Birgerus                              | -1579      |                                                               |
| 1580-1609 | Andreas Magni                         | 1542-1609  |                                                               |
| 1609-1610 | Andreas (Sudercopensis)               | -1610      |                                                               |
| 1611-1641 | Andreas Marci Sutor                   | -1641      |                                                               |
| 1643-1655 | Magnus Knoop                          | Död 1655   |                                                               |
| 1657-1658 | Magnus Eosander                       | 1603-1658  |                                                               |
| 1659-1675 | Haquinus Nicolai Wolsbergius          | 1607-1675  |                                                               |
| 1675-1677 | Samuel Schening                       | –1680      | Senare kyrkoherde i Ängsö församling.                         |
| 1677-1687 | Jodochus Karlman                      | –1687      |                                                               |
| 1688      | Johannes Osthenius (Ostani) Törnebohm |            | Var rektor i Skänninge och utnämndes 1688.                    |
| 1690-1692 | Andreas Fohrman                       | -1692      |                                                               |
| 1694      | Henricus Lindholm                     | 1648-1694  | Var slottspredikant i Halmstad och utnämndes 1694.            |
| 1695-1740 | Samuel Palmærus                       | 1664-1740  |                                                               |
| 1740-1782 | Magnus Palmærus                       | 1701-1782  | Kontraktsprost.                                               |
| 1783-1790 | Zacharias Boman                       | 1727-1790  |                                                               |
| 1790-1793 | Petrus Kylander                       | 1737-1793  |                                                               |
| 1793-1796 | Jöns Utterbom                         | 1747-1796  |                                                               |
| 1796      | Nils Rudelius                         |            | Var komminister i Vånga församling och utnämndes 1796.        |
| 1798-1803 | Anders Wichman                        | 1738-1803  |                                                               |
| 1804      | Anders Svanberg                       |            | Var komminister i Västra Eneby församling och utnämndes 1804. |
| 1806-1830 | Samuel Petersson                      | 1766-1830  |                                                               |
| 1831-1834 | Adolf Hederström                      | 1786-1834  |                                                               |
| 1835-1861 | Johan Gustaf Nordwall                 | 1792-1861  |                                                               |
| 1861-1876 | Johan Zetterstrand                    | 1801-1876  | Kontraktsprost.                                               |
| 1877      | Knut Arvid Kastman                    | 1839–1909  | Senare kyrkoherde i Kuddby församling.                        |
| 1880-1906 | Karl Fredrik Theodor Hägerström       | 1834-1906  |                                                               |
| 1908-1934 | David Johansson                       | 1859–1934  | Kontraktsprost.                                               |

## Klockare och organister[5]

### Organister
| Ämbetstid | Namn                     | Levnadstid | Kommentarer           |
| --------- | ------------------------ | ---------- | --------------------- |
| 1696–1705 | Andreas                  | 1634–1705  | Organist              |
| 1705–1743 | Per Håkansson            | 1684–1743  | Organist              |
| 1746–1776 | Johan Peter Hultgren     | 1709–      | Organist              |
| 1776–1793 | Lars Berggren            | 1745–1793  | Organist och klockare |
| 1794–1797 | Anders Nygren            | 1770–1807  | Organist och klockare |
| 1812–1845 | Isak Önander             | 1785–1845  | Organist och klockare |
| 1847–1914 | Carl August Sjölander    | 1824–1915  | Organist och klockare |
| 1914–1931 | Anders Johansson         | 1868–1949  |                       |
|           | Gunnar Johansson Tillhed | 1904–1973  |                       |

### Klockare
| Ämbetstid | Namn              | Levnadstid   | Kommentarer |
| --------- | ----------------- | ------------ | ----------- |
| –1695     | Jöns              | ca 1624–1706 | Klockare    |
| 1695–1708 | Samuel Farmansson |              | Klockare    |
| 1708–1775 | Jonas Bengtsson   | 1704–1775    | Klockare    |
| -1794 ?   | Peter Berggren    | 1732–1794    | Klockare    |